# Larsboda
Larsboda est un quartier du district de Farsta à Stockholm en Suède.

## Situation
Larsboda est un quartier de Söderort situé entre Nynäsvägen et Magelungsvägen. 
Le quartier borde Farsta à la hauteur du pont d'Ågesta et Farsta Strand à Magelungsvägen. 
A l'est, le quartier borde la commune d'Huddinge. 
Juste à l'est de Filipstadsbacken 36 se trouve Burmanstorpsberg, une éminence de 73 mètres de haut nommée d'après Burmanstorp.
Le quartier de Larsboda a été créé en 1956 et il a une superficie de 1,23 kilomètres carrés.

## Galerie

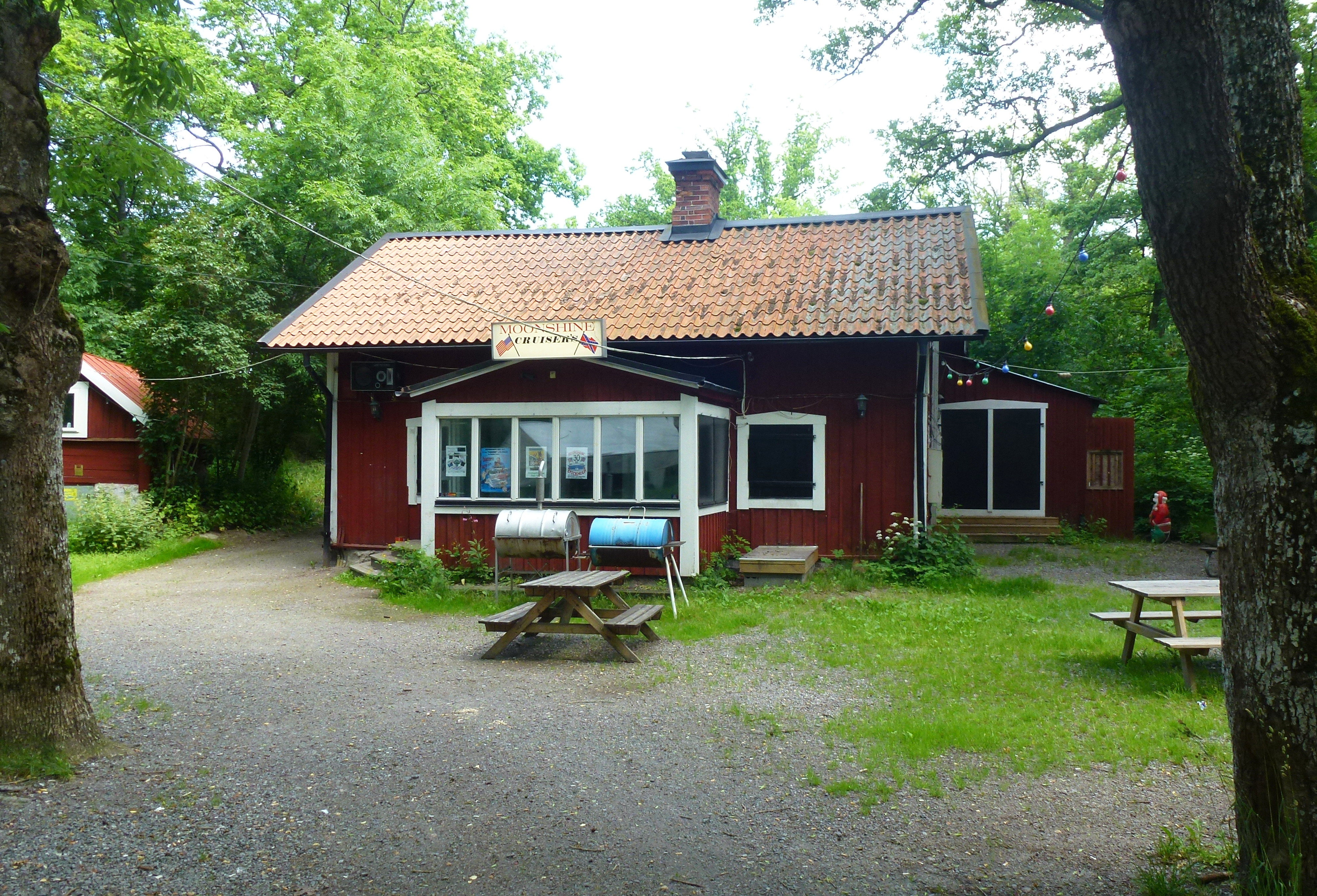
Larsbodatorpet, 1788.
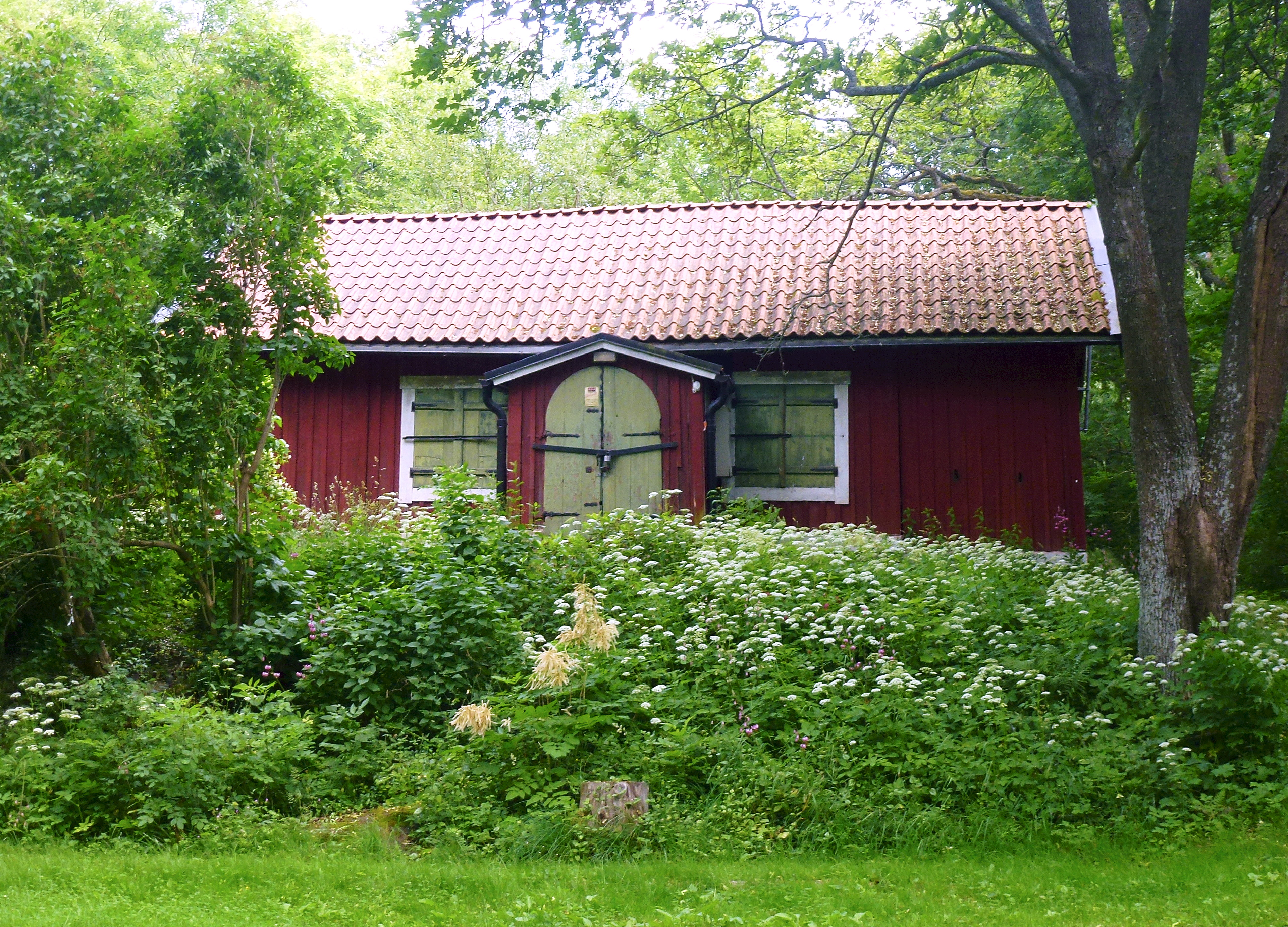
Grindstugan, 1850.
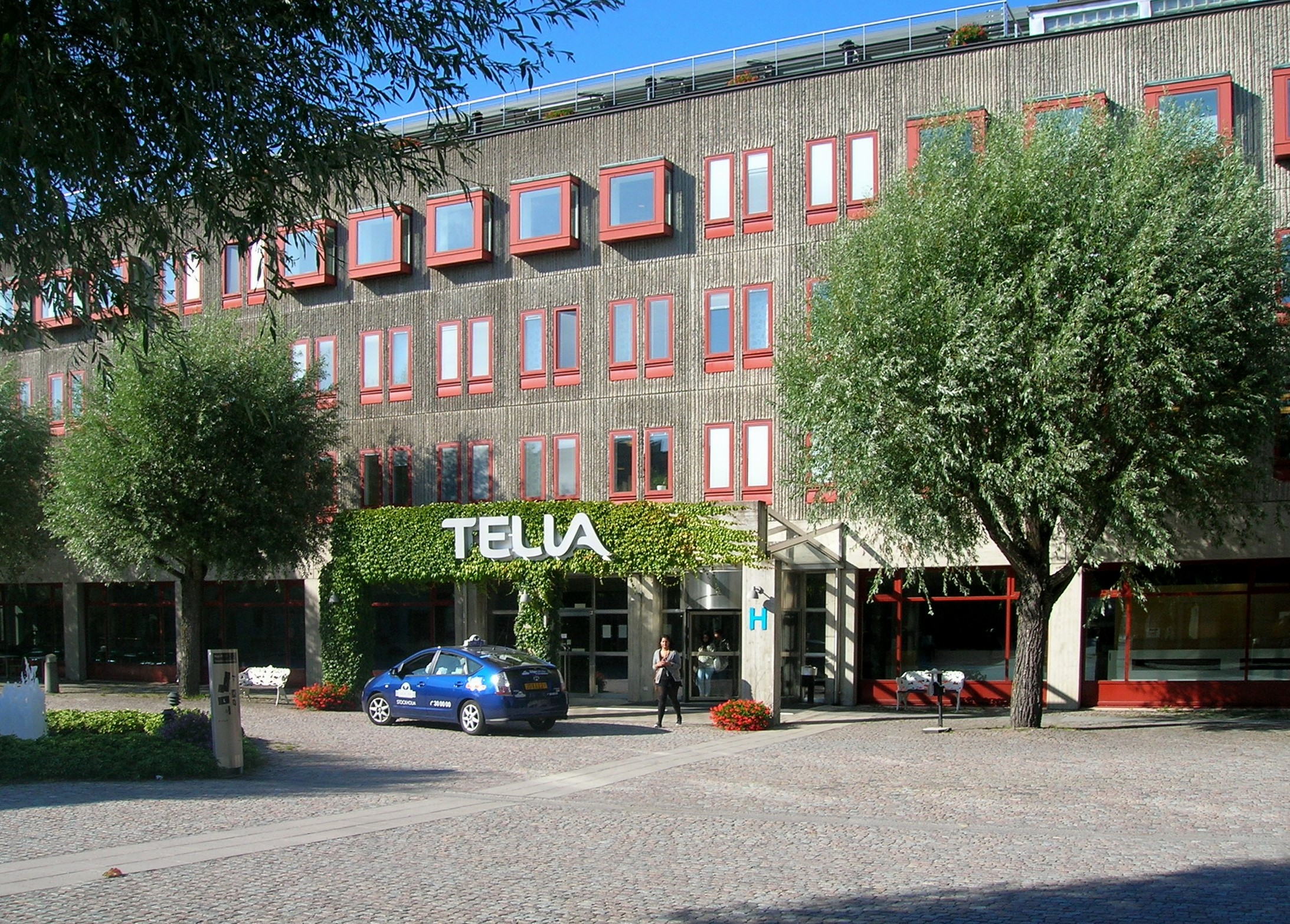
Telia-Sonera, rue Mårbackagatan.
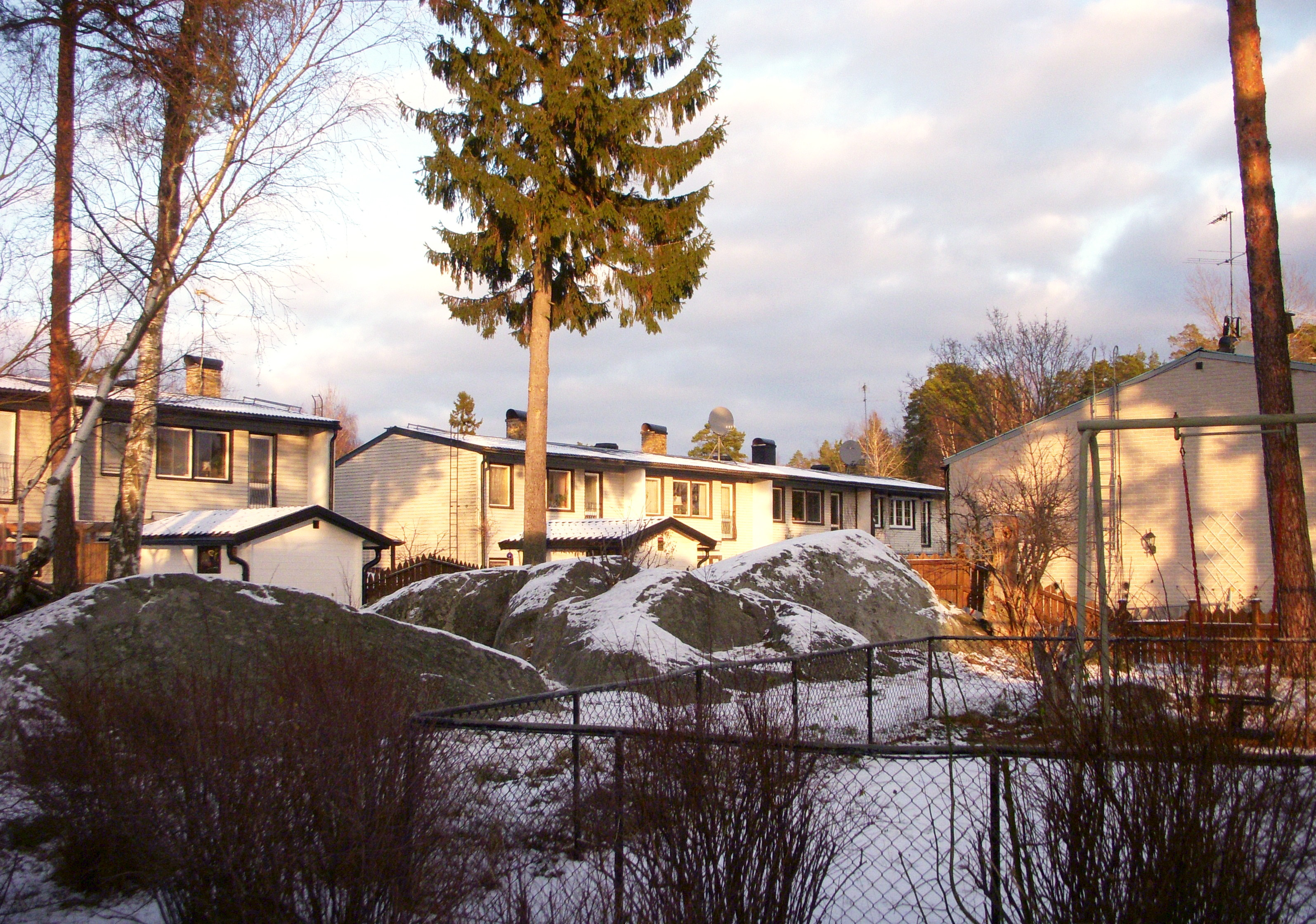
Maison mitoyenne, rue Forsbackagatan.